# Otto Kletzl

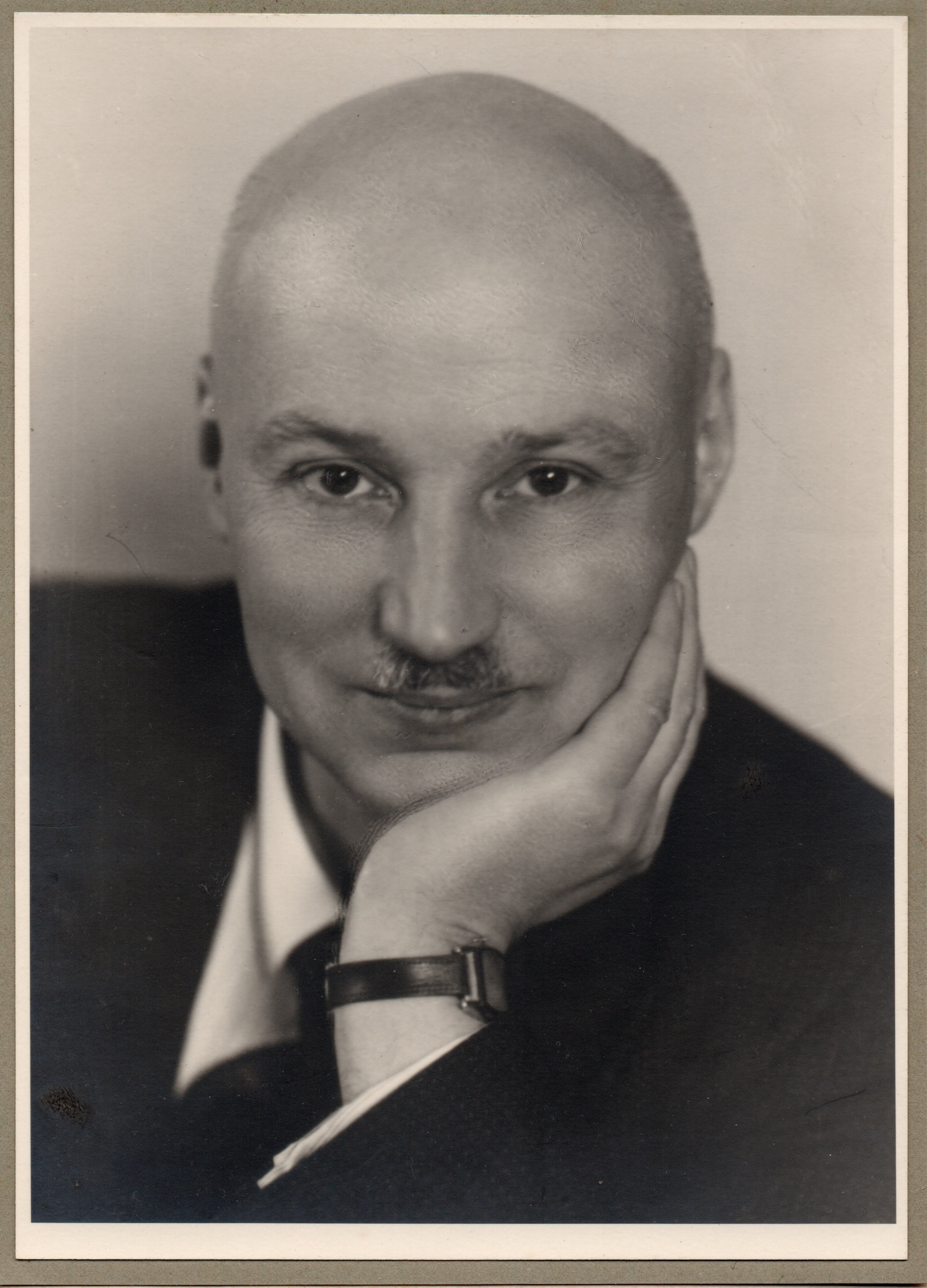

Otto Kletzl (* 20. Juni 1897 in Böhmisch Leipa, Österreich-Ungarn; † Dezember 1945 in Posen) war ein deutscher Kunsthistoriker. Er war ein Cousin des Graphikers Alfred Kubin sowie Gründungsmitglied und Sekretär der 1928 gegründeten Prager Secession.

## Leben
Nach dem Militärdienst während des Ersten Weltkriegs studierte Kletzl bis 1923 Architektur an der Deutschen Technischen Hochschule Prag, wo er 1927 zum Dr. techn. promoviert wurde. Von 1927 bis 1931 studierte er Kunstgeschichte in Berlin, bei Wilhelm Pinder in München und in Prag. Ab 1931 arbeitete er im Rahmen eines Forschungsauftrags für grenz- und auslandsdeutsche Kunst mit besonderer Berücksichtigung des Sudetenraumes in Marburg (Lahn), wo er sich 1937 bei Richard Hamann gegen den weltanschaulich bedingten entschiedenen Widerstand des Nationalsozialistischen Deutschen Dozentenbundes mit einer Arbeit über Titel und Namen von Baumeistern deutscher Gotik habilitierte. Bereits zuvor hatte sich Kletzl „mit großem Engagement für Hamann eingesetzt“, als dieser aufgrund seines Eintretens für zeitgenössische Kunst 1933 in Schwierigkeiten geraten war. Nachdem ihm zunächst eine Dozentur verweigert worden war, erhielt er 1940 eine Gastprofessur an der Universität Lüttich. Von 1941 bis 1945 war er außerordentlicher Professor und kommissarischer Direktor des Instituts für Kunstgeschichte der Universität Posen, wo er im Dezember 1945 in Kriegsgefangenschaft verstarb. 
Kletzl engagierte sich für die zeitgenössische deutsche Kunst in der neugegründeten Tschechoslowakei. So war er Mitbegründer der 1928 bis 1931 erschienenen Zeitschrift Witiko, in der er „den Teil der bildenden Kunst nicht nur mit zahlreichen eigenen Beiträgen besorgte, sondern auch zum engsten Kreis der Mitarbeiter und Förderer der Zeitschrift gehörte.“
Kletzls wissenschaftliches Hauptinteresse galt der spätgotischen Architektur in Böhmen, namentlich des Prager Dombaumeisters Peter Parler und dessen Einfluss auf die deutsche Architektur des Spätmittelalters. Sein besonderes Verdienst liegt in der Aufarbeitung der quellenkundlichen Grundlage, durch die die Biographien zahlreicher Baumeister der Spätgotik erstellt werden konnten. Gleichzeitig gilt Kletzl als Pionier auf dem Gebiet der Erforschung der gotischen Architekturzeichnung.

## Schriften (Auswahl)
- Von deutscher Kultur in der Tschechoslowakei, aus Anlaß der Ausstellung für Zeitgenössische Kultur in Brünn 1928. Stauda, Kassel 1928.
- Rudolf Krauß, ein Radierer. Verlag der Literarischen Adalbert-Stifter-Gesellschaft in Eger, Eger 1929.
- Ideale Landschaften des Zeichners Goethe. In: Jahrbuch des Freien Deutschen Hochstifts, Jg. 1932/33, S. 304–341.
- Zur Identität der Dombaumeister Wenzel Parler d. Ä. von Prag und Wenzel von Wien. In: Wiener Jahrbuch für Kunstgeschichte 9, 1934, S. 43–62.
- Die deutsche Kunst in Böhmen und Mähren. (Deutsche Lande Deutsche Kunst). Deutscher Kunstverlag, Berlin 1941.
- Das Frühwerk Ulrichs von Ensingen. In: Architectura 1, 1933, S. 170–194.
- Meister Erwin von Steinbach und seine Bedeutung für die Deutsche Gotik. In: Forschungen und Fortschritte 11, 1935, S. 67–69.
- Titel und Namen von Baumeistern deutscher Gotik. (Schriften der Deutschen Akademie, Heft 26). Ernst Reinhard, München, 1935.
- Die Junker von Prag in Straßburg. Frankfurt am Main 1936.
- Zwei Planbearbeitungen des Freiburger Münsterturms. In: Oberrheinische Kunst 7, 1936, S. 15–35.
- Schaubild-Pläne und alte Ansichten der Westfassade des Münsters von Straßburg. In: Elsaß-Lothringisches Jahrbuch 15, 1936, S. 62–114.
- Ein Werkriß des Frauenhauses in Straßburg. In: Marburger Jahrbuch für Kunstgeschichte 11/12, S. 103–158.
- Originalpläne der deutschen Dombauhütte zu Prag. In: Forschungen und Fortschritte 14, 1938, S. 377f.
- Ein unbekannter Pergamentplan der Münsterbauhütte zu Straßburg. In: Forschungen und Fortschritte 14, 1938, S. 249–250.
- Das Leitacher Törl an der Pfarrkirche von Bozen. In: Veröffentlichungen des Museums Ferdinandeum 18, 1939, S. 615–641.
- Plan-Fragmente aus der deutschen Dombauhütte von Prag in Stuttgart und Ulm (Veröffentlichungen des Archivs der Stadt Stuttgart, Band 3). Felix Rais, Stuttgart 1939.
- Riemenschneider-Kunst in Westböhmen. In: Jahrbuch der Preußischen Kunstsammlungen 60, 1939, S. 56–70.
- Peter Parler, der Dombaumeister von Prag. E. A. Seemann, Leipzig 1940.
- Kampf gegen Teufel und Tod im Spiegel altdeutscher Kunst (Reichsuniversität Posen, Vorträge und Aufsätze, Heft 3). Kluge & Ströhm, Posen 1943.
- Die Kressberger Fragmente. Zwei Werkrisse deutscher Hüttengotik. Studie zur Baugeschichte der Westfassade des Straßburger Münsters und des Langhauses vom Stephansdom zu Wien. In: Marburger Jahrbuch für Kunstwissenschaft 13, 1944, S. 129–170.